# Remixkultur

En ikon med byggklossar som symbol för remix, föreslagen av Creative Commons.

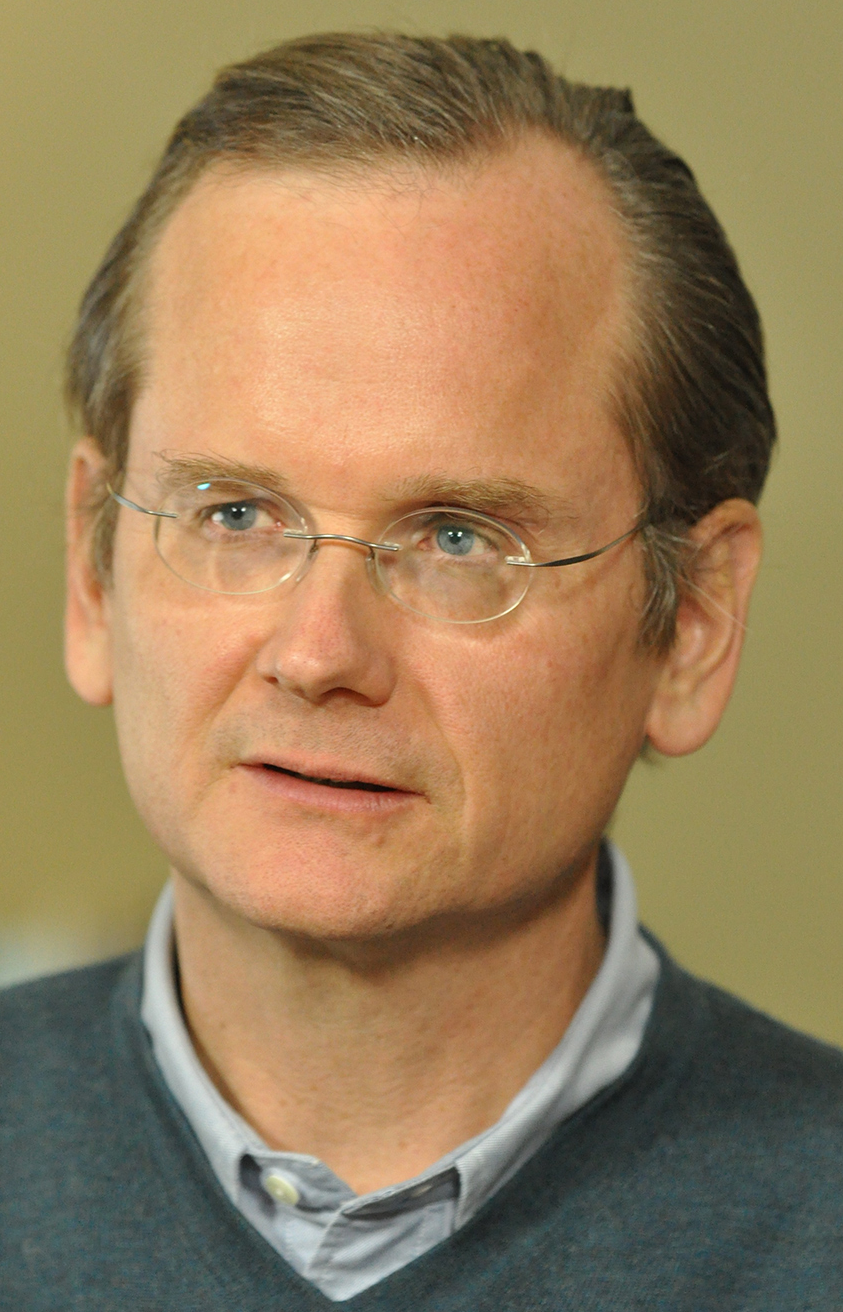
Lawrence Lessig, juridikprofessor vid Harvard University, kallade 2010 Walt Disney för en "extraordinär remixare" och hyllade honom som ett ideal för remixkulturen.

Remixkultur (från engelskans Remix culture och ibland read-write culture) är ett samhälle eller en kultur som tillåter och uppmuntrar bearbetning av konstverk och andra verk genom att kombinera eller modifiera befintligt material för att skapa en ny produkt. En remixkultur är tillåtande mot förbättringar, förändringar, sammanslagningar och andra ändringar av verk som är skyddade av upphovsrätten.
Sedan tidigt 2000-tal, och i sin bok Remix från 2008, har Lawrence Lessig, professor i juridik vid Harvard University, menat att det är önskvärt i en digital tidsålder. 2001 var Lessig en av grundarna av Creative Commons som föreslog standardiserade licenser som åter möjliggjorde remixer av nyskapade verk, vilket inte är tillåtet med det skydd av verk som omfattas av upphovsrätten.
Remixkulturen inspirerades av rörelsen för fri programvara och öppen källkod som uppmuntrar till användning och ändringar av mjukvara.

## Exempel
- Wikipedia är ett exempel på remix där allmänheten uppmuntras att bidra med sin kunskap i en encyklopedi. Den wiki-baserade webbsidan tillåter användare att remixa artiklarna genom att lägga till, ändra och ta bort information. Den senaste remixen av en artikel är den som visas för encyklopedins läsare. Redan år 2005 bedömde tidskriften Nature att engelskspråkiga Wikipedia, när det gäller artiklar om vetenskapliga ämnen, efter mindre än fem år var nästan lika korrekt som Encyclopædia Britannica som funnits i över 230 år.
- Operativsystemet Linux (och dess kommersiella avkommor som Android och Chrome OS) är ett mycket framgångsrikt resultat av remixkultur inom mjukvaruutveckling.
- En adaption, eller bearbetning, innebär en överföring av en berättelse från ett medium till ett annat. Många nya filmer är bearbetningar av andra medier som tecknade serier eller böcker.
- Flera verk av Walt Disney är remixer av befintliga verk, till exempel Snövit och de sju dvärgarna (1937) (den tyska folksagan nedtecknad av Bröderna Grimm), Skönheten och odjuret (1991) (Skönheten och odjuret av Jeanne-Marie Leprince de Beaumont), Aladdin (1992) (ur Tusen och en natt) och Frost (2013) (Snödrottningen av H.C. Andersen). Alla dessa remixer bygger på tidigare verk i public domain. Lawrence Lessig kallade år 2010 Walt Disney för en "extraordinär remixare" och hyllade honom som ett ideal för remixkulturen. Samtidigt förbjuder lagen Copyright Term Extension Act återanvändning av Disneys egna verk och lagen kallas ibland för "The Mickey Mouse Act".
- Filmen Winnie the Pooh: Blood and Honey remixar karaktärer från A. A. Milnes bok Winnie-the-Pooh från 1926.
- Boken Pride and Prejudice and Zombies (2009) av Seth Grahame-Smith är en remix av Jane Austens roman Stolthet och fördom (1813) och innehåller element från modern zombiefiktion. Boken nådde tredje plats på New York Times bestseller list och blev film 2016.
- Det är vanligt att musiksinglar remixas till att få en mer dansvänlig karaktär.
- Om en artist spelar in en låt som ursprungligen har framförts av en annan artist kallas den nya versionen för en cover.
- Att sampla andra musikverk är ett exempel på att återanvända och remixa för att skapa nya verk. Sampling är vanligt särskilt inom hiphop, men förekommer i flera musikgenrer. Målet Bridgeport Music, Inc. v. Dimension Films från 2005 hade en dämpande effekt på sampling inom musiken.
- Musikalbumet The Grey Album (2004) av Danger Mouse som mixar en a cappella-version av rapparen Jay-Z's The Black Album (2003) med samplingar från The Beatles LP The Beatles (1968) (ofta kallat "The White Album").
- L.H.O.O.Q. ett verk av Marcel Duchamp är en remix av Leonardo da Vincis målning Mona Lisa på vilken Marcel Duchamp ritade en mustasch och ett skägg med blyerts samt lade till en titel.
- I samband med att Bob Dylan tilldelades Nobelpriset i litteratur år 2016 kallade kulturkritikern och litteraturvetaren Ingrid Elam Dylan för en remixare.[1]
- Kollage är inom konsten en komposition sammansatt av olika material – kartong, snören, tyg, tidningsurklipp, fotografier, och så vidare – uppklistrade på kanvas, kartong eller annan pannå, ibland i kombination med en målning eller teckning.

## Juridik
Om inte upphovsmannen uttryckligen medgivit remix av verket (till exempel genom någon fri licens) utgör upphovsrätten ofta ett hinder i remixkultur. Även i de fall då upphovsmannens ensamrätt har upphört att gälla (ofta flera decennier efter dennes död) kan upphovsrätten utgöra ett hinder. Flera länder, bland annat Sverige och andra nordiska länder, har ett klassikerskydd som förbjuder opassande förvanskning av äldre verk som inte längre skyddas av upphovsrätten ("kränker den andliga odlingens intressen"). I Sverige infördes lagen 1960, men det dröjde till 2021 innan den prövads i rätten.
Inom den amerikanska lagstiftningen förekommer samlingsbegreppet fair use (ungefär "skäligt bruk") som berör begränsningar och undantag i upphovsrätten och som i vissa fall möjliggör återanvändning av verk. Skäligt bruk inkluderar reproduktion för kritik, kommentar, nyhetsrapportering, undervisning eller forskning.

## Bildgalleri

Wikipedia är ett exempel på remixkultur och varje version av en artikel är en remix av föregående version
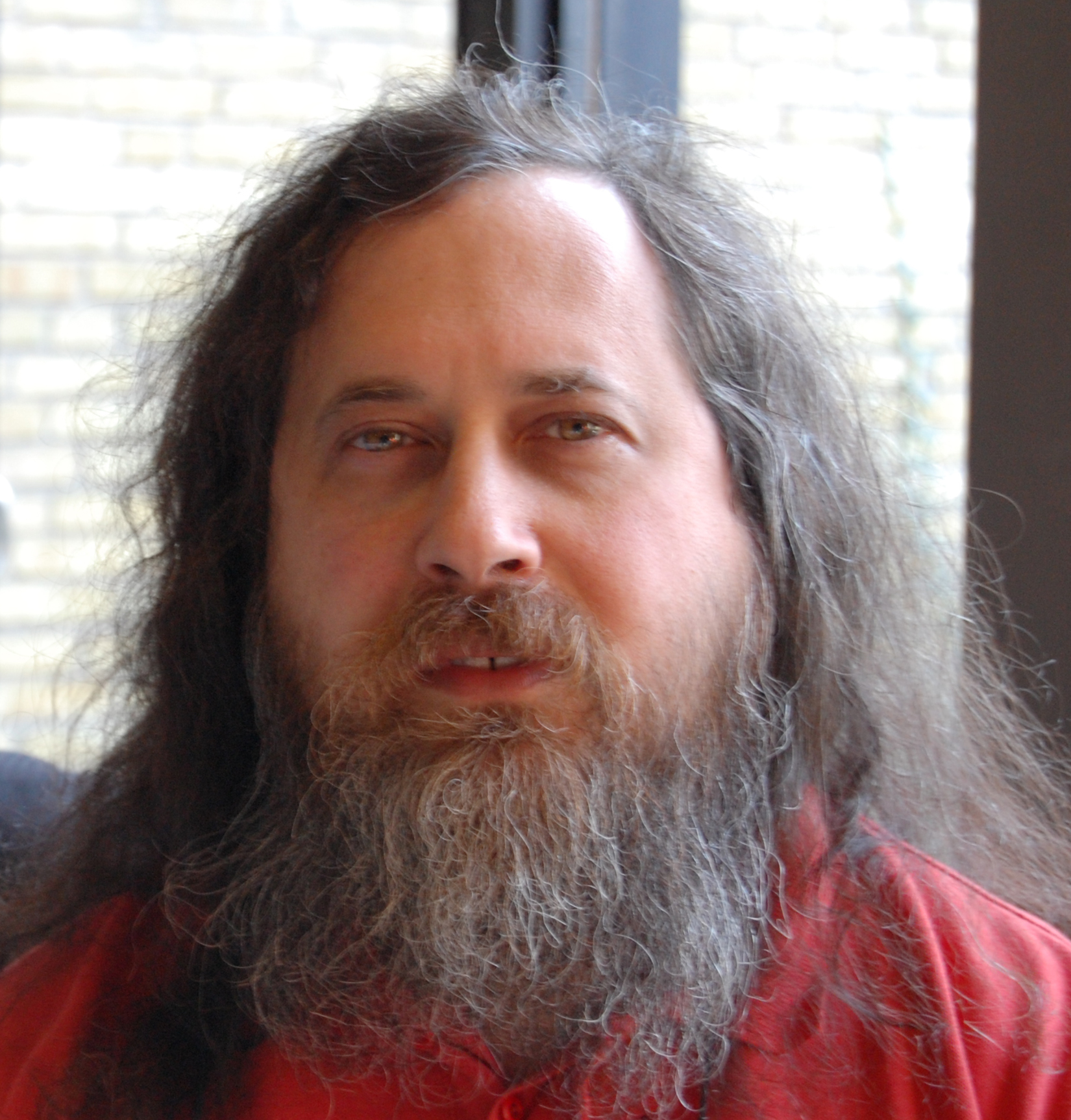
Richard Stallman argumenterade tidigt för fri programvara från en moralisk ståndpunkt
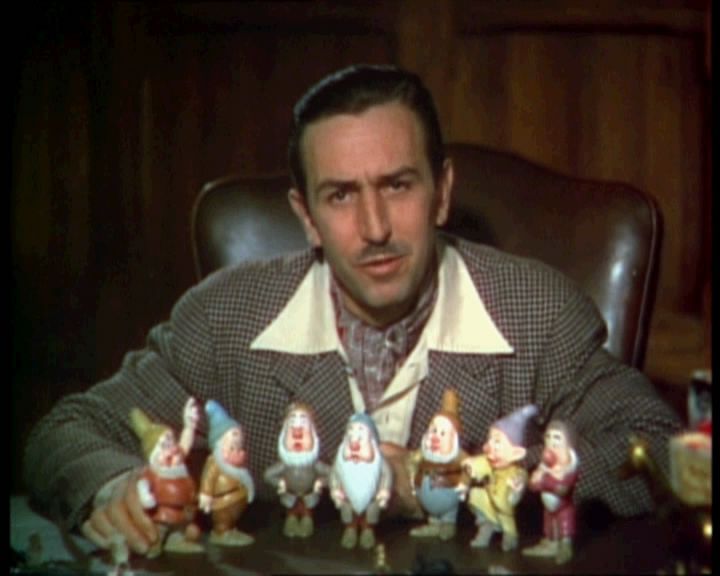
Walt Disney har hyllats som ett ideal för remixkulturen men lagen CTEA förbjuder återanvändning av Disneys egna verk
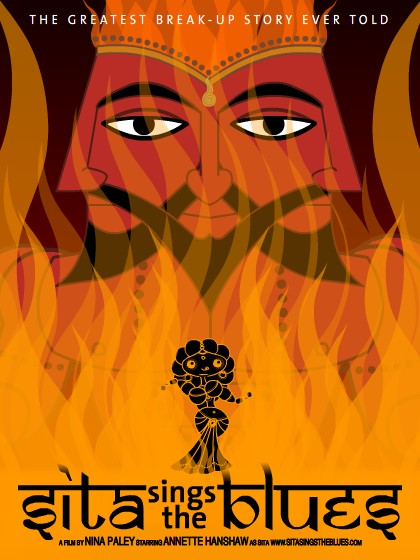
Filmen Sita Sings the Blues (2008) är en remix av eposet Ramayana från omkring 200-talet f.Kr.
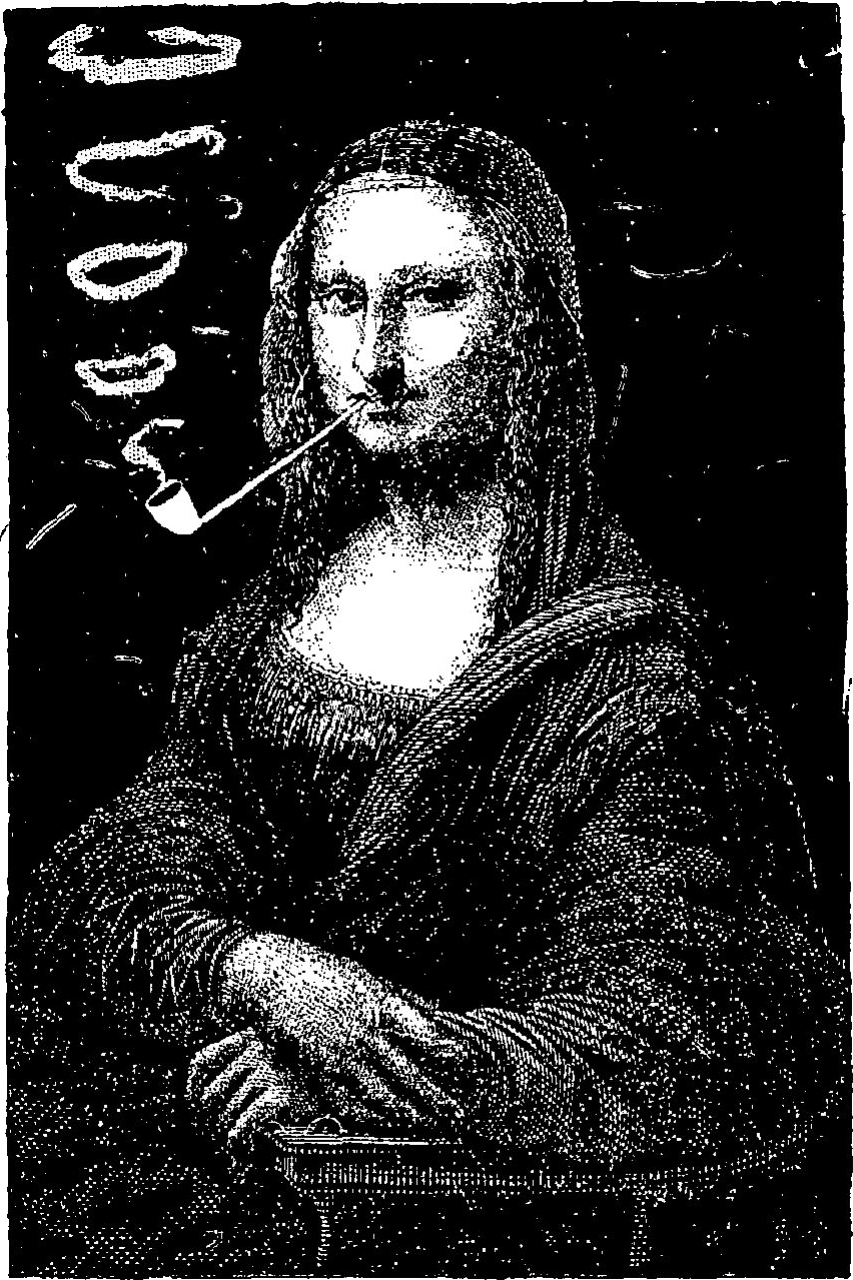
Le rire (1883) av Sapeck är en remix av målningen Mona Lisa
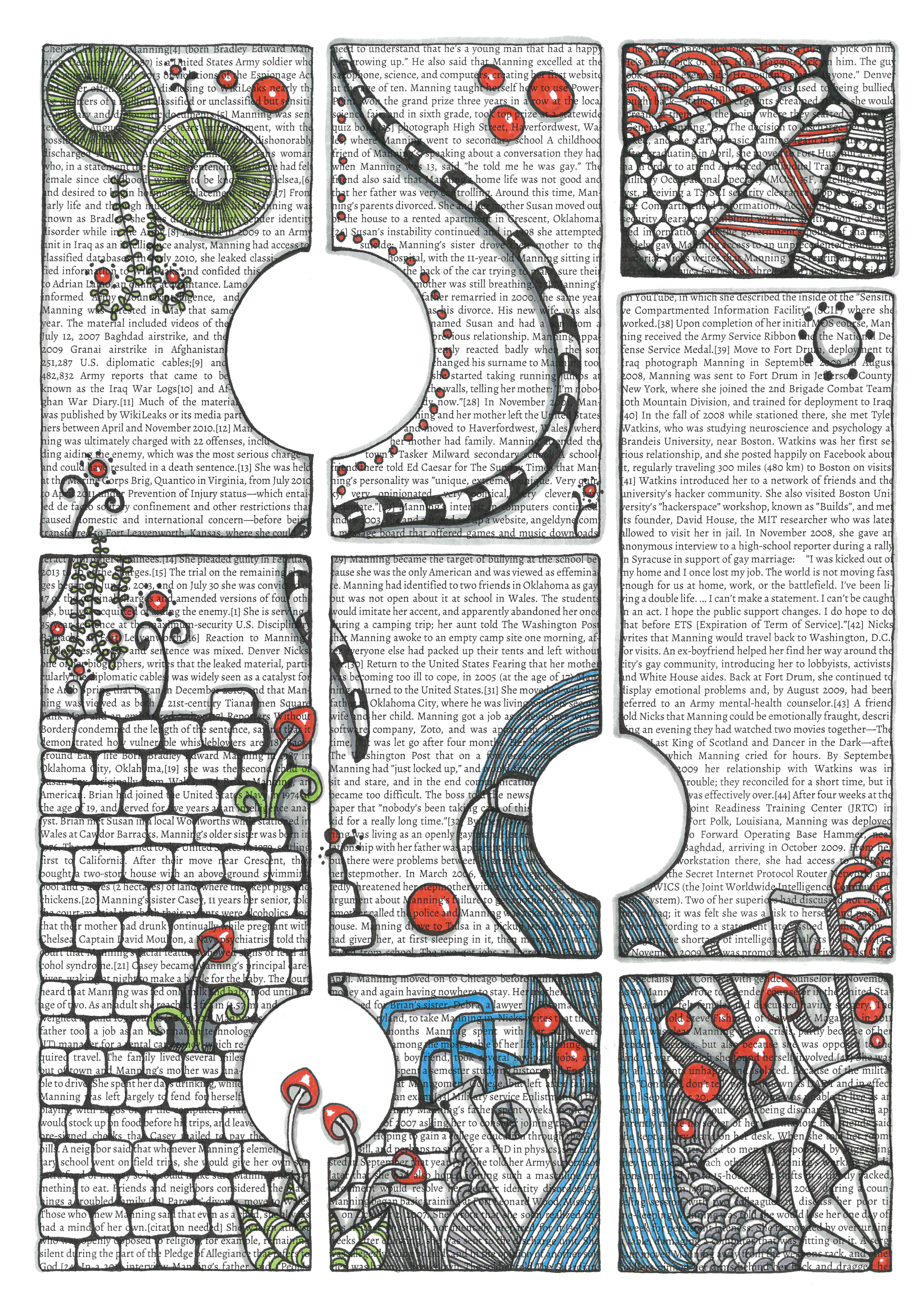
Texten från Wikipediaartikeln om Chelsea Manning remixad till ett visuellt verk
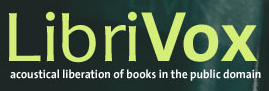
Librivox volontärer har skapat över 17 000 fria ljudböcker av verk där upphovsrätten har gått ut
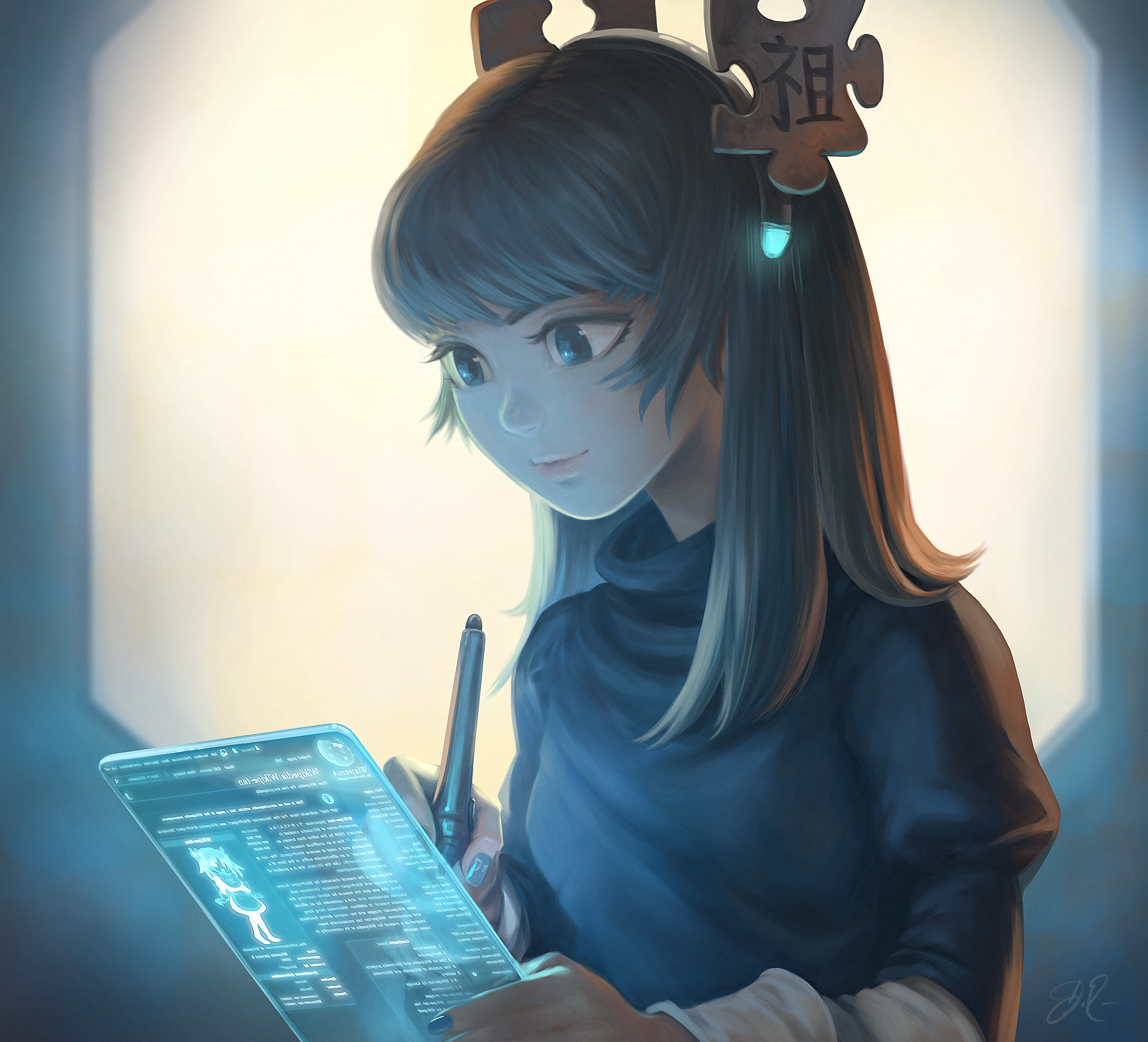
Wikipedias inofficiella mascot Wikipe-tan remixades 2022 av David Revoy